# Intel Anti-Theft
Az Intel® Anti-Theft technológia (Intel® AT) egy olyan tipikusan ultrabookokban és üzleti notebookokban elérhető adatvédelmi technológia, mely képes észlelni az eszköz ellopását vagy elvesztését, majd meggátolni a készülék és a rajta lévő adatok használatát illetéktelenek számára. Sok helyen helytelenül lopásvédelemnek vagy lopásellenes technológiának nevezik, holott ezek félrevezető elnevezések, hiszen a lopást vagy elvesztést a technológiával nem lehet meggátolni, csupán használatával megnövelni az ellopott vagy elvesztett notebook visszaszerzésének esélyét.

## Történelem
Az Intel® Anti-Theft technológiát az Intel Developer Fórumon 2008-ban Shanghaiban mutatták be elsőként. Ugyanezen év végén elsőként az Intel® Vpro típusú processzorokban vált elérhetővé a technológia. A chipsetben nagyon kis számítási kapacitás és tárolóhely található és ennek felhasználásával lehetővé vált a titkosítási kulcsok elmentése. Pillanatnyilag a 4.0-s, Chief River kiadás a legfejlettebb, mely a harmadik generációs Intel ® Core™ család processzoraival érhető el.

## A technológia
A technológia elérhető Intel® Core™ i3, i5, i7 és vPRo processzorral szerelt notebookokon Sandybridge és Ivybridge lapkészleten (az aktuális típuslista megtalálható az Intel weboldalán). A technológia alkalmazásával lopás vagy elvesztés esetén használhatatlanná teszi a notebookot vagy ultrabookot és merevlemez titkosítás használata esetén elérhetetlenné teszi a rajta tárolt adatokat illetéktelenek számára. A blokkolt gép induló képernyőjén a tulajdonos megtalálónak vagy a tolvajnak szánt üzenete jeleníthető meg (maximálisan 48 karakter hosszú, angol karakteres szöveg), s ha a notebook előkerül, a technológia a felhasználó jelszavának beírásával lehetővé teszi az eszköz gyors és kényelmes helyreállítását az eredeti állapotra.
Az Intel® Anti-Theft technológiával hardveresen titkosított merevlemezek más számítógépbe áttéve sem használhatóak, mert a technológia alkalmazásával a merevlemez titkosítási kulcsai és a felhasználói tanúsítványok törlése kerülnek. Ez azt is jelenti egyúttal, hogy a tulajdonos visszaszerezve a gépet sem férhet hozzá saját adataihoz, tehát a rendszeres adatmentés erősen ajánlott!
Az Intel® Anti-Theft technológián alapuló szolgáltatás egy tároló konténerbe helyezve titkosítottan védi adatait (Secure Data Vault vagy SDV). A notebook vagy ultrabook merevlemezén egy erre acélra elkülönített partíció jön létre, amely terület csak abban az esetben érhető el, ha az előfizető be van jelentkezve a szolgáltatásba. Minden adat ebbe a partícióra másolva titkosításra kerül.

## A technológia működése
Az Intel® Anti-Theft technológia használatához a következő feltételeknek kell megfelelni:
- erre alkalmas notebookkal vagy ultrabookkal kell rendelkezni,
- a notebook vagy ultrabook BIOS-ában be kell kapcsolni a technológiát,
- Windows 7 vagy Windows 8 operációs rendszerrel kell rendelkezni,
- érvényes e-mail címmel szükséges rendelkezni,
- be kell regisztrálni a https://atservice.intel.com/ Archiválva 2013. szeptember 18-i dátummal a Wayback Machine-ben weboldalon az Intel Anti-Theft szolgáltatásra egy kóddal, mely kódot az Intel® kódkártya formájában teszi elérhetővé több nyelven.

### Letiltási lehetőségek
Távoli letiltás böngészőből
Ha a tulajdonos észreveszi, hogy notebookját elveszítette vagy idegen kezekbe került, egy másik, internetes számítógépről azonnal letilthatja az eszköz használatát. Ilyenkor bármilyen böngészőn keresztül a tulajdonos be tud jelentkezni a saját profiljába, majd innen egy ún. méregpirula kiküldésével tudja blokkolni a készülék működését. A méregpirula akkor fog aktiválódni, amikor az illetéktelen felhasználó bekapcsolja a számítógépet és internetre csatlakoztatja azt.
Távoli letiltás mobiltelefonról
A méregpirula kiküldése mobiltelefonról is lehetséges egy biztonsági sms küldésével. Ez a módszer akkor működőképes, ha a notebookban található 3G/HSDPA modem és a helyi mobilszolgáltató támogatja azt.
Időzített letiltás
További működési mód az időzített aktiválás. Itt eltulajdonítás esetén nincs szükség internet elérésre. Ebben az esetben a tulajdonos feltételezi, hogy bizonyos időközönként (például minden nap) hálózaton használja a gépét, ilyenformán gépe kapcsolatban van az Intel® Anti-Theft szerverrel. Ha például két napig nincs internet kapcsolat a notebookon (mert ellopták), akkor a notebook nem tud szinkronizálni az Anti-Theft szerverrel, így a méregpirula automatikusan aktiválódik, és a notebook blokkolja saját magát.
A gép blokkolt állapotában a tolvaj sem BIOS-ig, sem operációs rendszerig nem tud eljutni az indítás során, csak a fekete-fehér képernyőn látja a tulajdonos előre beállított üzenetét, hogy például visszavásárolná a gépet. Ha a tulajdonos szembesül evvel a képernyővel, ugyanitt be tudja írni a saját kódját evvel feloldva a gépet.
Hardveres titkosítás alkalmazása esetén az eltulajdonított készülék merevlemeze más gépbe átszerelve sem használható, az azon lévő adatok nem elérhetők, így csupán a gépet alkatrészeire lehet szétbontani.

### Helyreállítás
A blokkolt notebook induló fekete-fehér képernyőjén a jogos tulajdonos személyes helyreállítási üzenete és elérhetősége jelenik meg, mely jobb belátásra térítheti a tolvajt vagy segítheti a megtaláló személyt a készülék visszajuttatásában. A notebook visszaszerzése esetén a tulajdonos saját jelszavát be tudja írni, és így deaktiválja a méregpirulát. Ugyanezt képes megtenni távolról, egy másik számítógépről, ha böngészővel a saját profiljába bejelentkezik.

## A szolgáltatás
A szolgáltatást az Intel® biztosítja az úgynevezett Anti-Theft szerverein, működés közben ehhez kapcsolódnak a notebookok és ultrabookok.

## A szolgáltatás megszűnése
Sajnos a termék nemzetközi kudarc volt és rövid ideig élt. 2015. január végén az Intel® a szolgáltatást hivatalosan is megszünteti. Az aktív előfizetések meghosszabbítása már nem lehetséges.